# فيرخني دوبروفا
فيركني دوبروفا أو دوبروفا العليا (بالروسية: Верхнее Дуброво) هي مدينة في مقاطعة سفيردلوفسك أوبلاست في روسيا. يبلغ عدد سكانها حوالي 4739 نسمة.